# (37652) 1994 JS1
1994 جاي أس 1 (ويعرف أيضًا باسم (37652) 1994 جاي أس 1 وفق تسمية الكوكب الصغير) (بالإنجليزية: 1994 JS1)‏ هو كويكب ضمن حزام الكويكبات؛ وترتيبه 37652 من حيث الاكتشاف.
اكتُشف هذا الجُرم الفلكي بواسطة Timothy B. Spahr ‏ في 4 مايو 1994.

## وصلات خارجية
- (37652) 1994 JS1 في قاعدة بيانات مختبر الدفع النفاث لأجرام النظام الشمسي الصغيرة

- الاكتشاف · مخطط المدار ·  العناصر المدارية · المعلمات المادية

- (37652) 1994 JS1 على موقع ويكي سكاي: DSS2, SDSS, GALEX, IRAS, Hydrogen α, X-Ray, Astrophoto, Sky Map, Articles and images